# Pietro Barbolano
Pietro Barbolano, también llamado Pietro Barbo Centranigo, fue el 28º dux de la República de Venecia.

## Biografía
Se dice que provenía de Eraclea (ciudad cercana a Venecia), fue elegido por la asamblea de los nobles después de la deposición de su predecesor, Ottone Orseolo. Las fechas de su nacimiento y muerte son desconocidas.
El gobierno de Barbolano ocurrió durante un tiempo bastante difícil en Venecia. La gente se había pronunciado en contra de la monarquía hereditaria cuando fue depuesto Ottone Orseolo, debido a los escándalos de nepotismo. Nunca fue totalmente capaz de ganarse a los venecianos, ya que no era tan carismático como los dos anteriores dux de la familia Orseolo.
Durante los cuatro años de su gobierno, luchó para unir de nuevo a la ciudad pero no pudo debido a que los Orseolo habían creado números lazos entre su familia y las dinastías hereditarias de Europa. Se tomaron varias acciones contra Venecia como represalia por deponer a Ottone Orseolo. El emperador bizantino no sólo tomó a Ottone Orseolo como familia (de hecho, lo era), sino que también retiró los privilegios comerciales ganados por Pietro II Orseolo en 992. Se trató de obtener del sacro emperador romano, Conrado II, una renovación de los privilegios comerciales que se había sido otorgado a los venecianos por Otón III, pero no estaba en condiciones de hacerlo. Mientras tanto, el rey Esteban de Hungría, cuya hermana, Grimelda de Hungría, era la esposa de Ottone Orseolo, atacó Dalmacia y se apoderó de una serie de ciudades que habían sido ganadas por Pietro II.
La República parecía estar colapsándose y mucha gente volvió a apoyar a Ottone Orseolo, aunque no a la familia Orseolo como gobernantes hereditarios. En 1032, Pietro Barbolano abdicó bajo una fuerte presión y Ottone Orseolo fue llamado de nuevo a gobernar desde su exilio en Constantinopla. Sin embargo, cuando los mensajeros llegaron allí, Ottone se acercaba a su muerte provocando que Domenico Orseolo, su pariente en Venecia, intentara hacerse con el poder. Esa acción audaz fue muy mal recibida en Venecia y el pueblo mostró su animadversión a la idea de que un Orseolo tuviera de alguna manera derecho al Dogado. El sucesor de Barbolano fue elegido en 1032 y fue el rico comerciante Domenico Flabanico, que, a pesar de la idea de evitar una familia real en Venecia, tenía lazos nobles.